# (5065) Johnstone
(5065) Johnstone es un asteroide perteneciente al cinturón de asteroides, descubierto el 24 de marzo de 1990 por Eleanor F. Helin desde el Observatorio del Monte Palomar, Estados Unidos.

## Designación y nombre
Designado provisionalmente como 1990 FP1. Fue nombrado Johnstone en honor a Paul Johnstone, primer director y productor del conocido programa de televisión británico "The Sky at Night".

## Características orbitales
Johnstone está situado a una distancia media del Sol de 2,514 ua, pudiendo alejarse hasta 2,629 ua y acercarse hasta 2,399 ua. Su excentricidad es 0,045 y la inclinación orbital 6,542 grados. Emplea 1456,42 días en completar una órbita alrededor del Sol.

## Características físicas
La magnitud absoluta de Johnstone es 13,2. Tiene 13,011 km de diámetro y su albedo se estima en 0,067.